# Жетібай
Жетіба́й (каз. Жетібай) — село у складі Амангельдинського району Костанайської області Казахстану. Входить до складу Байгабильського сільського округу.
У радянські часи село називалось Жетибай.
Населення — 45 осіб (2021; 104 у 2009, 125 у 1999, 268 у 1989).